# Abaddon
Abaddon (hebr: אבדון)

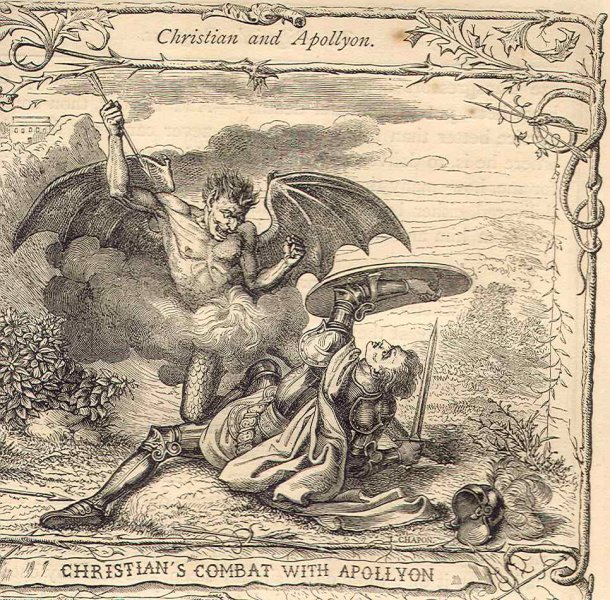
En kristen i strid mot Apollyon. Från Kristens resa av John Bunyan.

(grek: Ἀβαδδὼν), den hebreiska versionen av namnet på koine grekiska är "Förstöraren". I Nya Testamentet Apollyon
(grek: Ἀπολλύων, Apollýōn), också förknippad med Avgrunden dvs Det bottenlösa hålet i Gamla och Nya Testamentet eller Dödsriket och Sheol i rabbinsk litteratur. I Bibeln beskrivs karaktären som en ängel, möjligen en fallen ängel med många namn, nära förknippad med beskrivningen om Antikrist.
Enligt några utombibliska författare var Abaddon en ängel som drogs med av Satan i revolten mot Gud och beskyllde Djävulen för högmod och blasfemi i Helvetet och tog avstånd från Djävulens plan att döda Kristus. Enligt en del andra är han synonym med Satan och eller Antikrist eftersom han beskrivs vara kung över de andra änglarna troligtvis fallna änglar i det Bottenlösa Hålet i Uppenbarelseboken i Bibeln och är nära förknippad i beskrivningen om Antikrist.
I Nya Testamentet namn på "avgrundens" ängel (Uppb. 9:11, där även omskrivet med grekiskans Apollyon, fördärvaren alternativt förstöraren. Likaså i Talmud). De uppgifter som finns tyder på att samma ängel har olika namn på olika språk.
Upp 9:11
"Över sig har de en kung, hans namn på hebreiska är Abaddon och på grekiska är det Apollyon."
I Klopstocks Messias är Abbadona namnet på en fallen ängel som ångrar sitt avfall från Gud. Samma figur Abbadon förekommer i Bengt Lidners Messias i Getsemane (1791) och Michail Bulgakovs Mästaren och Margarita (1940).